# Devrimci Sol

Logo

Die Devrimci Sol (deutsch: Revolutionäre Linke, auch Dev-Sol) war eine seit 1978 existierende, marxistisch-sozialistische, militante Organisation mit Ursprung in der Türkei. Sie galt nach einer Einschätzung der niedersächsischen Landesbehörde für Verfassungsschutz als eine militante türkische Gruppierung und spaltete sich 1993 in die Nachfolgeorganisationen DHKP-C und THKP/-C Devrimci Sol auf.

## Geschichte

### Vorgeschichte
1971 gründete Mahir Çayan in der Türkei die „Volksbefreiungspartei-Front der Türkei“ (THKP-C), die sich in ihrem weiteren Verlauf unter anderem mit der von Deniz Gezmiş gegründeten „Volksbefreiungsarmee der Türkei“ (THKO) sowie der 1972 gegründeten „Kommunistischen Partei der Türkei/Marxisten Leninisten“ (TKP/ML) organisierte und mit dem Ziel eines gewaltsamen Umsturzes den bewaffneten Kampf in der Türkei führte.
Nachdem Mahir Çayan neben vielen anderen führenden Mitgliedern der THKP-C bei einem Feuergefecht mit türkischen Sicherheitskräften am 30. März 1972 getötet worden war, zersplitterte die Organisation in mehrere kleine Gruppen. Stark an der THKP-C orientierte sich später die bereits im Jahre 1969 gebildete Gruppe Föderation der Revolutionären Jugend der Türkei (Dev-Genç), aus der sich 1977 die Gruppe „Revolutionärer Weg“ (Devrimci Yol) entwickelte. Besonders aufgrund abweichender Vorstellungen verließen viele Sympathisanten und militante Anhänger die Devrimci Yol wieder und gründeten 1978 mit der Devrimci Sol eine neue politisch-militärische Organisation, welche die Ansichten von Mahir Çayan vertrat und sich als rechtmäßige Nachfolgerin der THKP-C ansah.
Am 28. März 1980 wurde durch einen Anhänger der Devrimci Sol der MIT-Geheimdienstmitarbeiter Ahmet Öztürk im Istanbuler Stadtviertel Feriköy getötet.

### Nach der Gründung
Nach einer Reihe von Aktionen (z. B. die Ermordung von Nihat Erim, Ministerpräsident der Türkei von März 1971 bis Mai 1972) wurde die Organisation im September 1980 wegen zahlreicher von ihr zu verantwortender Anschläge in der Türkei verboten. Mit dem Militärputsch vom 12. September 1980 wurde die Organisation schwer getroffen. Sie verlor viele ihrer Sympathisanten und führende Kader wurden inhaftiert. Ganz zerschlagen wurde sie aber nicht und ihre Mitglieder setzten ihre Aktionen auch in den Gefängnissen fort.
Im Jahre 1984 organisierte die Gruppe mit einer anderen linken Organisation einen Hungerstreik für bessere Haftbedingungen, an dessen Folgen vier Häftlinge starben. Am 25. Oktober 1989 gelang dem Generalsekretär der Devrimci Sol Dursun Karataş sowie Bedri Yağan die Flucht aus dem Bayrampaşa Gefängnis in Istanbul. Anfang der 1990er Jahre erfuhr die Organisation aufgrund von Kämpfen mit Sicherheitskräften harte Rückschläge. In den Jahren 1991 und 1992 kam fast das gesamte Zentralkomitee der Devrimci Sol in bewaffneten Auseinandersetzungen mit Regierungskräften ums Leben. 
1993 spaltete sich die Organisation in zwei Fraktionen. Ausgangspunkt der bis heute bestehenden Spaltung der Devrimci Sol waren Differenzen um Karataş. Dursun Karataş wurden Führungsfehler vorgeworfen, die zum Tod von Organisationsangehörigen beigetragen hätten. Die Abspaltung wurde vom großen Teil der Devrimci Sol unter der Führung von Dursun Karataş nicht anerkannt und man bezeichnete die gegnerische Gruppe unter der Führung Bedri Yağans als Putschisten. Diese Feststellung führte zu bewaffneten Auseinandersetzungen zwischen beiden Flügeln, die auch Todesopfer forderten, obwohl beide die gleichen ideologischen Grundlagen und politischen Ziele aufwiesen. Während die Devrimci Sol unter der Führung von Dursun Karataş 1994 die Gründung der DHKP-C bekanntgab und ihre bewaffneten Aktionen fortsetzte, verlor die andere Fraktion nach dem Tod Bedri Yağans, der 1993 während eines Polizeieinsatzes erschossen wurde, und der 1994 erfolgten Rückumbenennung in „Volksbefreiungspartei-Front der Türkei - Revolutionäre Linke“ (THKP/-C Devrimci Sol) stark an politischer Bedeutung.

## Ideologie und Aktionen
Die Organisation verstand sich als marxistisch-leninistische und antiimperialistische Volksbewegung. Sie wollte mit Hilfe einer bewaffneten Revolution das aus ihrer Sicht „faschistisch-oligarchische“ türkische Staatsgefüge zerschlagen und ein marxistisch-sozialistisches Gesellschaftssystems errichten. Dazu verübten die Devrimci Sol bzw. ihre Nachfolgeorganisationen in der Heimat Terroranschläge, und zwar vorwiegend auf Personen des öffentlichen Lebens und auf Angehörige der Sicherheitskräfte. Sie wird für weit über 200 Tötungsdelikte verantwortlich gemacht, zu denen sie sich in der Regel auch bekannte.

## Aktivitäten in Deutschland
Ausschlaggebend für das am 9. Februar 1983 vom Bundesminister des Innern ausgesprochene Vereinsverbot gegen die Organisation in Deutschland war eine Geiselnahme am 3. und 4. November 1982 in Köln. Neun bewaffnete und vermummte Mitglieder der Organisation hatten dort das türkische Generalkonsulat besetzt und etwa 30 Geiseln genommen. Es war das erste Vereinsverbot gegen eine Auslandsorganisation in der BRD überhaupt. In der Folgezeit setzte die Devrimci Sol ihre Aktivitäten konspirativ fort.
Nach ihrer Aufspaltung stufte das Bundesministerium des Innern die DHKP-C als Ersatzorganisation der verbotenen Devrimci Sol ein und erließ gegen sie im Jahr 1998 ein Vereinsverbot. Gegen die in Deutschland weniger bedeutende THKP-C/Devrimci-Sol erließ das Ministerium gleichzeitig ein Betätigungsverbot. Diese restriktiven Maßnahmen führten dazu, dass die beiden Organisationen ihre Aktivitäten, wie Vollversammlungen und Gedenkfeiern, ins europäische Ausland verlagerten. Bundesweit hat die DHKP-C rund 700 Anhänger.